# Taeniodera viridula
Taeniodera viridula är en skalbaggsart som beskrevs av Niijima och Matsumura 1923. Taeniodera viridula ingår i släktet Taeniodera och familjen Cetoniidae. Inga underarter finns listade i Catalogue of Life.